# André Alvarez
Pour les articles homonymes, voir Alvarez.
Pas d'image ? Cliquez ici

a Compétitions nationales et continentales officielles uniquement.

b Matchs officiels uniquement.
André Alvarez était un joueur français de rugby à XV, né le 26 mai 1923 à Bayonne, décédé le 28 août 2005 à Urt, de 1,73 m pour 77 kg, ayant occupé le poste d'arrière essentiellement et plus rarement de demi d'ouverture, à l'Aviron bayonnais, puis au Racing club de France, et enfin à l'US Tyrosse, ainsi qu'en sélection nationale.

## Biographie
André Alvarez fut commercial et aida son épouse qui tenait un commerce à Tyrosse. Surnommé le Pasteur, il était un être se rapprochant de la nature et de l'ésotérisme. Ainsi, il se rapprocha d'Haroun Tazieff, de Philippe Chatrier ses meilleurs amis. Amateur de sport, il pratiqua, jusqu'à plus de 60 ans, la course à pied, pieds nus dans la forêt landaise, été comme hiver, qu'il agrémentait d'un bain dans l'océan. Le vélo était aussi un de ses loisirs favoris. Il ne manquait pour rien au monde un match de rugby, mais déçu de voir son évolution et surtout le fait que certains techniciens privilégiaient trop la défense au détriment de l'attaque à son gout, il se tenait loin des terrains de jeu.
Son fils Pierre "Peïo" Alvarez a joué à l'Aviron bayonnais, à l'US Tyrosse, au CA Bordeaux-Bègles et au Biarritz olympique. Il a coentrainé l'Aviron bayonnais (2004-2006) avec Xavier Péméja après avoir entrainé le Biarritz olympique, le Stade hendayais et l'US Tyrosse.  Maxime, second fils de Peïo, jouait quant à lui à l'AS Mérignac. Aujourd'hui, Maxime fait partie du coaching-staff du Royal Kituro Rugby Club à Bruxelles, qui évolue en D1 belge.
Son fils ainé, Jean-Louis dit "Yayi", ancien demi de mêlée ou arrière à l'US Tyrosse, l'Aviron bayonnais, au Racing club de France, et au Stade niortais est le père de Jordi, passé par le Boucau-Tarnos stade et l'US Orthez.
Baptiste, le fils de Peïo, a été sacré Champion de France des Nationale B avec Langon en juin 2009, tandis que Benjamin, fils d'Aline, sa fille, est actuellement entraîneur au SO Chambéry en championnat de France de rugby à XV de 1e division fédérale après avoir été sacré champion de France au printemps 2009 avec les Espoirs de Bordeaux-Bègles puis avoir entraîné  le SC Albi de 2014 à 2016 en Pro D2.

## Carrière

### En club
- Aviron bayonnais
- Racing club de France
- US Tyrosse

### Avec les Bleus
- André Alvarez a connu sa première sélection le 28 avril 1945 contre l'armée britannique.

## Palmarès

### En club

#### Avec Bayonne
- Championnat de France de première division :
  - Champion (1) : 1943 face au SU Agen.
  - Vice-champion (1) : 1944 face à l'USA Perpignan.

### Avec l'équipe de France
- 20 sélections
- 1 essai, 1 drop, 1 pénalité, 6 transformations (25 points).
- Sélections par année : 1 en 1945, 4 en 1946, 4 en 1947, 5 en 1948, 3 en 1949, 3 en 1951.

Il participa aux tout premiers matchs de l'après-guerre, ainsi qu'alors aux trois premières réintroductions de la France dans le Tournoi des Cinq Nations. Il fut de la sorte du XV tricolore vainqueur pour la première fois des gallois chez eux, à Swansea en 1948, en tant que dernier rempart ; il fit aussi partie de la 1re équipe de France qui vainquit les Anglais à Twickenham LE 24 février 1951, obtenant par la suite la médaille d'or de la FFR. Il fut également le premier Français sélectionné chez les Barbarians Britanniques en 1951, mais dut refuser puisque sa femme attendait un heureux événement. Il fut le premier joueur français à jouer en sélection avec l'équipe britannique du Major Stanley.